# Рістілайу (Рістлайу)
Рі́стілайу, або Рі́стлайу, (ест. Ristilaiu abaja, Ristlaiu abajas) — природне озеро в Естонії, у волості Вальяла повіту Сааремаа.

## Розташування
Рістілайу належить до Західно-острівного суббасейну Західноестонського басейну.
Озеро лежить на південь від села Сійксааре.
Акваторія водойми входить до складу природного заповідника Лайдеваге.

## Опис
Загальна площа озера становить 3,2 га. Довжина берегової лінії — 993 м.